# Circonscription de l'Arcadie
La circonscription de l'Arcadie (en grec Εκλογική περιφέρεια Αρκαδίας) est une circonscription législative de la Grèce. Elle correspond au territoire d'Arcadie. Elle compte 131 244 électeurs inscrits en janvier 2015.

Situation de la circonscription de l'Arcadie

## Élections législatives de mai 2012

### Résultats
La circonscription de l'Arcadie élit trois députés en mai 2012. Les élections ont lieu au scrutin proportionnel plurinominal avec prime majoritaire et un seuil de représentation de 3 % des suffrages exprimés au niveau national.
68 771 électeurs se sont exprimés sur 133 757 inscrits, soit un taux de participation de 51 %. Parmi les vingt-deux listes candidates, trois listes obtiennent chacune un siège dans la circonscription.
| Rang | Liste                              | Nombre de voix | Pourcentage des voix | Nombre de sièges |
| ---- | ---------------------------------- | -------------- | -------------------- | ---------------- |
| 1    | Nouvelle Démocratie                | +17 224,       | 26 %                 | 1                |
| 2    | Mouvement socialiste panhellénique | +10 821,       | 16 %                 | 1                |
| 3    | SYRIZA                             | +09 855,       | 17 %                 | 1                |
| 4    | Grecs indépendants                 | +06 119,       | 9 %                  | 0                |
| 5    | Aube dorée                         | +05 232,       | 8 %                  | 0                |
| 6    | Parti communiste de Grèce          | +04 527,       | 7 %                  | 0                |
| 7    | Gauche démocrate                   | +03 606,       | 5 %                  | 0                |

### Députés

#### Nouvelle Démocratie
La liste de la Nouvelle Démocratie est en tête et obtient un siège.
| Rang | Nom                 | Nombre de voix |
| ---- | ------------------- | -------------- |
| 1    | Andréas Lykourétzos | +6 843,        |

#### Mouvement socialiste panhellénique
La liste du Mouvement socialiste panhellénique est deuxième et obtient un siège.
| Rang | Nom                        | Nombre de voix |
| ---- | -------------------------- | -------------- |
| 1    | Odysséas Konstantinopoulos | +4 819,        |

#### SYRIZA
La liste de la SYRIZA est troisième et obtient un siège.
| Rang | Nom                    | Nombre de voix |
| ---- | ---------------------- | -------------- |
| 1    | Konstantínos Zachariás | +2 565,        |

## Élections législatives de juin 2012

### Résultats
La circonscription de l'Arcadie élit trois députés en juin 2012. Les sièges sont répartis à l'issue d'un scrutin proportionnel plurinominal avec prime majoritaire entre les listes ayant obtenu au moins 3 % des suffrages exprimés au niveau national.
65 739 électeurs se sont exprimés sur 133 697 inscrits, soit un taux de participation de 49 %. Parmi les dix-huit listes candidates, trois listes obtiennent chacune un siège dans la circonscription.
| Rang | Liste                              | Nombre de voix | Pourcentage des voix | Nombre de sièges |
| ---- | ---------------------------------- | -------------- | -------------------- | ---------------- |
| 1    | Nouvelle Démocratie                | +22 516,       | 35 %                 | 1                |
| 2    | SYRIZA                             | +14 909,       | 23 %                 | 1                |
| 3    | Mouvement socialiste panhellénique | +09 425,       | 15 %                 | 1                |
| 4    | Aube dorée                         | +04 761,       | 7 %                  | 0                |
| 5    | Grecs indépendants                 | +03 715,       | 6 %                  | 0                |
| 6    | Gauche démocrate                   | +03 597,       | 6 %                  | 0                |
| 7    | Parti communiste de Grèce          | +02 420,       | 4 %                  | 0                |

### Députés

#### Nouvelle Démocratie
La liste de la Nouvelle Démocratie est en tête et obtient un siège.
| Rang | Nom               |
| ---- | ----------------- |
| 1    | Ioánnis Andrianós |

#### SYRIZA
La liste de la SYRIZA est deuxième et obtient un siège.
| Rang | Nom                    |
| ---- | ---------------------- |
| 1    | Konstantínos Zachariás |

#### Mouvement socialiste panhellénique
La liste du Mouvement socialiste panhellénique est troisième et obtient un siège.
| Rang | Nom                        |
| ---- | -------------------------- |
| 1    | Odysséas Konstantinopoulos |

## Élections législatives de janvier 2015

### Résultats
La circonscription de l'Arcadie élit trois députés en janvier 2015. Les sièges sont répartis à l'issue d'un scrutin proportionnel plurinominal avec prime majoritaire entre les listes ayant obtenu au moins 3 % des suffrages exprimés au niveau national.
65 209 électeurs se sont exprimés sur 131 244 inscrits, soit un taux de participation de 50 %. Parmi les seize listes candidates, trois listes obtiennent chacune un siège dans la circonscription.
| Rang | Liste                                | Nombre de voix | Pourcentage des voix | Nombre de sièges |
| ---- | ------------------------------------ | -------------- | -------------------- | ---------------- |
| 1    | Nouvelle Démocratie                  | +23 053,       | 36 %                 | 1                |
| 2    | SYRIZA                               | +19 225,       | 30 %                 | 1                |
| 3    | Mouvement socialiste panhellénique   | +05 233,       | 8 %                  | 1                |
| 4    | Aube dorée                           | +03 720,       | 6 %                  | 0                |
| 5    | La Rivière                           | +03 158,       | 5 %                  | 0                |
| 6    | Parti communiste de Grèce            | +02 777,       | 4 %                  | 0                |
| 7    | Mouvement des socialistes démocrates | +01 982,       | 3 %                  | 0                |
| 8    | Grecs indépendants                   | +01 688,       | 3 %                  | 0                |

### Députés
La répartition des sièges au sein de chaque liste élue dépend du nombre de voix obtenues individuellement par chaque candidat, suivant le système du vote préférentiel. Dans la circonscription de l'Arcadie, les listes peuvent comporter jusqu'à cinq candidats. Les électeurs peuvent exprimer un vote préférentiel pour l'un des candidats sur la liste pour laquelle ils votent.

#### Nouvelle Démocratie
La liste de la Nouvelle Démocratie est en tête et obtient un siège.
| Rang | Nom                  | Nombre de voix |
| ---- | -------------------- | -------------- |
| 1    | Konstantinos Vlassis | +7 283,        |

#### SYRIZA
La liste de la SYRIZA est deuxième et obtient un siège.
| Rang | Nom                    | Nombre de voix |
| ---- | ---------------------- | -------------- |
| 1    | Konstantinos Zacharias | +6 316,        |

#### Mouvement socialiste panhellénique
La liste du Mouvement socialiste panhellénique est troisième et obtient un siège.
| Rang | Nom                        | Nombre de voix |
| ---- | -------------------------- | -------------- |
| 1    | Odysseas Konstantinopoulos | +4 203,        |